# Кристофър Нкунку
Кристофър Алан Нкунку (на френски: Christopher Alan Nkunku) е френски футболист, който играе за Челси и националния футболен отбор на Франция.

## Кариера

### ПСЖ
Нкунку прави своя професионален дебют на 8 декември 2015 година, когато влиза в игра като резерва в мач от Шампионска лига срещу Шахтьор Донецк. Отблеязва първия си гол на 7 януари 2017 г., когато се разписва за Купата на Франция срещу СК Бастия.

### РБ Лайпциг
На 17 юли 2019 г., той преминава в немския РБ Лайпциг.
На 4 ноември 2020 г., той отбелязва първия си гол в Шампионска лига, разписвайки се срещу бившия си отбор.